# Rudolf Keyser

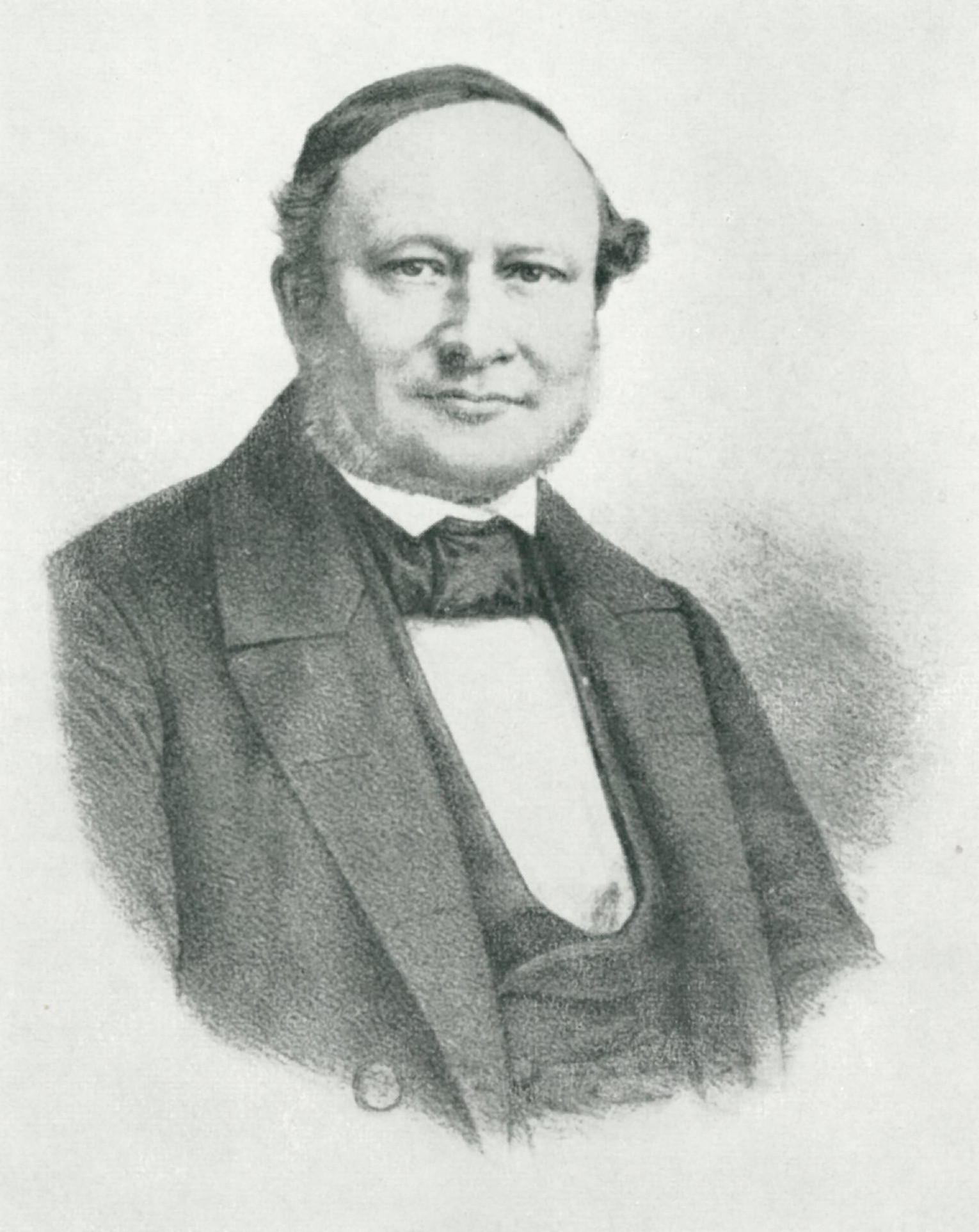
Rudolf Keyser

Jakob Rudolf Keyser (* 1. Januar 1803 in Christiania; † 9. Oktober 1864) war ein norwegischer Historiker.

## Leben und Werdegang
Seine Eltern waren der spätere Bischof Johan Michael Keyser und Kirstine Margarethe Vangensteen. Er wuchs im norwegischen Beamtenmilieu auf, was ihn für das weitere Leben prägte. Obgleich er nach dem Examen artium (in Dänemark und Norwegen etwa dem deutschen Abitur vergleichbar) 1820 Theologie studierte, lag der Schwerpunkt seiner Interessen immer auf dem Gebiet der nationalen Geschichte. 1825 beantragte er bei der "Selskab for Norges Vel" ein Stipendium für eine Studienreise nach Island. Er blieb dort zwei Jahre und lernte das alte und das neue Isländisch. 1827 kehrte er nach Christiania zurück und wurde Dozent (Hilfslehrer) für Geschichte und Statistik an der Universität. Er war der erste in Norwegen, der die norrøne Sprache unterrichtete. Ihn interessierte nicht der philologische Aspekt der alten Quellen, sondern ihre Bedeutung für die Erforschung des norwegischen Mittelalters. 1829 wurde er Lektor und war von 1837 bis 1862 Professor. Zusammen mit seinem Kollegen Gregers Fougner Lundh gründete er den "Verein für norwegische Sprache und Geschichte", der 1833 die erste historische wissenschaftliche Reihe Samlinger til det norske Folks Sprog og Historie. in sechs Bänden herausgab. Bis 1863 leitete er die Universitäts-Bibliothek.

## Wissenschaftliche Leistungen
1830 bewilligte das Storting (Parlament) Gelder für eine Ausgabe der alten norwegischen Gesetze und Entscheidungen aus dem Mittelalter. Ab 1835 schrieb er teils allein, teils mit seinem besten Schüler Peter Andreas Munch (1810–1863) die einschlägigen Handschriften in den Archiven von Kopenhagen, Uppsala, Lund und Stockholm ab. Die drei Bände "Norges gamle Love indtil 1387", die 1846–1849 herausgegeben wurden, zeichnen sich durch ungewöhnlich wissenschaftliche Genauigkeit aus, auch an heutigen Maßstäben gemessen. Auf ihn ist die Datierung der Schlacht am Hafrsfjord auf das Jahr 872 und die Ersetzung der Hellebarde durch eine Streitaxt im norwegischen Wappen zurückzuführen.

### Einwanderungstheorie
Keysers Fähigkeiten in der quellenkritischen Auswertung der Texte für die Darstellung der mittelalterlichen Geschichte waren dagegen nicht besonders ausgeprägt. In seinem großen historischen Werk "Om Nordmændenes Herkomst og Folke-Slægtskab" (Über die Ursprünge und die Volks-Verwandtschaft der Nordmänner), erschienen 1839, begründete er die sogenannte "Einwanderungstheorie". Die Theorie besagte, Norwegen und der nördliche Teil Schwedens sei von Norden her bevölkert worden und sei daher "norrønt", ein Ausdruck, den Keyser parallel zu "oldnorsk" (altnorwegisch) einführte. Nach Südschweden und Dänemark waren demgegenüber nach ihm deutsche Stämme von Südosten eingewandert. Die Grenze zwischen beiden seien die Seen in Götaland und der Götaelv. Damit verneinte er die bis dahin herrschende Lehre von der skandinavischen Einheit und bestritt auch jegliche Teilhabe dieser beiden Länder an der Edda-Dichtung und der alten Sagaliteratur. Obgleich er diese Theorie auf deutsche und russische Quellen stützte, übersah er doch, wie dünn die Grundlage war, dass sie teilweise falsche Zeitangaben hatte und überhaupt keine archäologische Stütze fand. Seine Theorie ging zwar mit ihm ins Grab, und Eilert Sundt widerlegte sie, aber es blieb die Zerstörung der romantischen Sicht auf die gemeinskandinavische Vergangenheit. Es blieb die Herausarbeitung des norwegischen Volkes als selbständige historische Einheit. Wenn auch die Theorie fehlerhaft war, so hatte sie doch die Wirkung, das Fach "Norwegische Geschichte" in Abgrenzung von dänischer Gelehrsamkeit zu etablieren. In seinen Vorlesungen von 1847 "Nordmændenes Videnskabelighed og Literatur i Middelalderen" (Die Wissenschaftlichkeit und Literatur der Nordmänner im Mittelalter) stellte er die alte norrøne Dichtung als norwegische Literatur vor.

### Norwegische Schule
Mit seiner Kenntnis der altnordischen Sprache legte er den Grundstein für die quellenorientierte wissenschaftliche Geschichtsforschung in Norwegen. Zusammen mit Munch begründete er die "Norske historiske skole" (die norwegische historische Schule). Sein Verdienst ist es, gezeigt zu haben, dass das norwegische Volk einer alten Zivilisation angehörte, was in der damaligen Zeit keineswegs eine selbstverständliche Erkenntnis war. Nach seiner Auffassung war die ursprüngliche Volksherrschaft von einer starken Königsmacht mit einem schwachen Adel abgelöst worden. In Dänemark und Schweden hatten die Einwanderer nach ihm eine andere Gesellschaftsform eingeführt mit Lehnswesen, freiem Adel und unfreien Bauern. Norwegens späterer Niedergang war nach ihm darauf zurückzuführen, dass die Königsmacht in ausländische Hände geriet. Diese Theorie fand ihre Fortsetzung in seinem Werk "Den norske Kirkes Historie under Katholicismen" (1856–1858), wo die nationale Unzulänglichkeit der Kirche als mitursächlich für den Niedergang dargestellt wurde. Solche nationalen Theorien fanden aber in den akademischen Kreisen wenig Widerhall, und die von dänischen Historikern beigelegte Bezeichnung "Norwegische Schule" hatte zunächst herabsetzende Bedeutung.

## Ehrungen
Als 1847 der St.-Olavs-Orden gegründet wurde, der dritthöchste Orden Norwegens, war er einer der ersten Ritter. Zu seinem Abschied 1862 bekam er das Komturskreuz verliehen und wurde somit in den Kommandeursrang dieses Ordens erhoben. 1856 wurde er auch Ritter der französischen Ehrenlegion.

## Werke
Eine Bibliographie von Keysers Publikationen befindet sich in Norsk Forfatter-Lexikon (NFL), Bd. 3, 1892, S. 219–222.
- "Catalog over det norske Universitets Samlinger af Nordiske Oldsager", Urda Bd. 1, 1836, S. 238–240 und 398–400, und Bd. 2, 1837, S. 85–96
- "Om Nordmændenes Herkomst og Folke-Slægtskab" In: Samlinger til Det Norske Folks Sprog og Historie. Christiania 1833 Bd. 6, 1839, s. 259–462. (Sonderdruck 1843)
- "Udsigt over den norske Samfundsordens Udvikling i Middelalderen", In: Samlede Afhandlinger. Christiania 1868.
- Nordmændenes Religionsforfatning i Hedendommen, 1847.
- Norges gamle Love indtil 1387 (Red. P. A. Munch), 3 bd., 1846–1849.
- Speculum regale. Konungs Skuggsjá (Red. P. A. Munch und C. R. Unger), 1848.
- Olafs Saga hins helga (Red. C. R. Unger), 1849.
- Strengleikar eða Lioðabok (Red. C. R. Unger), 1850.
- Barlaams ok Josaphats Saga (Red. C. R. Unger), 1851.
- Den norske Kirkes Historie under Katholicismen, 2 Bd., 1856–1858
- Norges Historie, Herausgegeben von "Selskabet for Folkeoplysningens Fremme", 2 Bd., (postum) 1866–1870
- Efterladte Skrifter (Nachgelassene Schriften), 2 Bd., 1866–1867.